# Gouden Boek (CPNB)
Een Gouden Boek is een prijs die door Stichting CPNB sinds 2013 wordt uitgereikt ter promotie van boeken. Een boek kan bij hogere verkoopcijfers ook in aanmerking komen voor een Platina Boek of een Diamanten Boek.
Als voorbeeld diende de Gouden Platen uit de muziekindustrie. De officiële status van een Gouden, Platina of Diamanten Boek is te verkrijgen door toekenning van een oorkonde door de CPNB. De status wordt toegekend op basis van verkoopcijfers van boektitels (in Nederland) die geleverd worden door de uitgever(s) van de betreffende boeken.
Ontwerper Ron van Roon heeft het ontwerp voor de Oorkonde van de Gouden, Platina en Diamanten Boeken verzorgd.

## Criteria
Om tot het totale aantal verkochte exemplaren te komen worden alle versies (papier, luisterboek, e-boek) bij elkaar opgeteld. Om in aanmerking te komen moet een boek verder minstens €3,50 kosten en mag het niet exclusief voor één marktpartij geproduceerd zijn.
De aantallen zijn als volgt:
Boeken voor volwassen
- Gouden boek - 200.000 exemplaren
- Platina boek - 350.000 exemplaren
- Diamanten boek - 500.000 exemplaren

Kinderboeken
- Gouden boek – 75.000 exemplaren
- Platina boek – 150.000 exemplaren
- Diamanten boek – 200.000 exemplaren

Voor Kinderboeken gelden andere aantallen omdat de verkoopgrens lager ligt.

### Overzicht
| 2013 VOLWASSEN BOEK              |          |                                                       |                                    |                           |
|                                  | Status   | Titel                                                 | Auteur                             | Uitgever                  |
|                                  | GOUD     | Vijftig tinten donkerder                              | E.L. James                         | Prometheus                |
|                                  | GOUD     | Vijftig tinten vrij                                   | E.L. James                         | Prometheus                |
|                                  | GOUD     | Gezond genieten met Sonja                             | Sonja Bakker                       | Uitgeverij De Zonnestraal |
|                                  | GOUD     | Zomerhuis met zwembad                                 | Herman Koch                        | Ambo\|Anthos              |
|                                  | GOUD     | Inferno                                               | Dan Brown                          | Luitingh Sijthoff         |
|                                  | GOUD     | Gijp                                                  | Michel van Egmond                  | A.W. Bruna                |
|                                  | GOUD     | Een keukenmeidenroman                                 | Kathryn Stockett                   | Overamstel Uitgevers      |
|                                  | GOUD     | Bonita Avenue                                         | Peter Buwalda                      | Uitgeverij De Bezige Bij  |
|                                  | PLATINA  | Vijftig tinten grijs                                  | E.L. James                         | Prometheus                |
|                                  | PLATINA  | Taal is zeg maar echt mijn ding                       | Paulien Cornelisse                 | Atlas Contact             |
| 2013 KINDERBOEK                  |          |                                                       |                                    |                           |
|                                  | GOUD     | Het dikke verjaardagsboek van Dikkie Dik              | Jet Boeke                          | Gottmer                   |
|                                  | GOUD     | Hoe overleef ik mijn vriendje (en hij mij)?           | Francine Oomen                     | Querido                   |
|                                  | GOUD     | Het leven van een loser 1. Logboek van Bram Botermans | Jeff Kinney                        | De Fontein Jeugd          |
| 2014 VOLWASSEN BOEK              |          |                                                       |                                    |                           |
|                                  | DIAMANT  | Een vlucht regenwulpen                                | Maarten 't Hart                    | Singel Uitgeverijen       |
|                                  | GOUD     | Nachttrein naar Lissabon                              | Pascal Mercier                     | Wereldbibliotheek         |
|                                  | GOUD     | De 100-jarige man die uit het raam klom en verdween   | Jonas Jonasson                     | A.W. Bruna                |
|                                  | GOUD     | En uit de bergen kwam de echo                         | Khaled Hosseini                    | Uitgeverij De Bezige Bij  |
|                                  | GOUD     | Die laatste zomer                                     | Tatiana de Rosnay                  | Ambo/Anthos               |
|                                  | PLATINA  | Het diner                                             | Herman Koch                        | Ambo/Anthos               |
| 2014 KINDERBOEK                  |          |                                                       |                                    |                           |
|                                  | GOUD     | Lang geleden                                          | Arend van Dam                      | Van Holkema & Warendorf   |
|                                  | GOUD     | Hoe overleef ik zonder dromen                         | Francine Oomen                     | Querido                   |
|                                  | GOUD     | Your choice. Lover of loser                           | Carry Slee                         | Overamstel                |
| 2015 VOLWASSEN BOEK              |          |                                                       |                                    |                           |
|                                  | GOUD     | Blauw water                                           | Simone van der Vlugt               | Ambo/Anthos               |
|                                  | GOUD     | Dit kan niet waar zijn                                | Joris Luyendijk                    | Atlas Contact             |
| 2015 KINDERBOEK                  |          |                                                       |                                    |                           |
|                                  | GOUD     | Band-it!                                              | Colleen Dorsey                     | Tirion Creatief           |
|                                  | GOUD     | Het leven van een Loser. Bekijk het maar              | Jeff Kinney                        | De Fontein Jeugd          |
|                                  | GOUD     | Het leven van een Loser. Een hondenleven              | Jeff Kinney                        | De Fontein Jeugd          |
|                                  | GOUD     | Dat heb ik weer ! 1                                   | Carry Slee                         | Overamstel                |
|                                  | GOUD     | Het Muizenhuis. Sam en Julia                          | Karina Schaapman                   | Rubinstein                |
|                                  | GOUD     | Het dubbeldikke voorleesboek van Dikkie Dik           | Jet Boeke                          | Gottmer                   |
|                                  | GOUD     | Het leven van een Loser 2. Vette pech!                | Jeff Kinney                        | De Fontein Jeugd          |
| 2016 VOLWASSEN BOEK              |          |                                                       |                                    |                           |
|                                  | GOUD     | Toen ik je zag                                        | Isa Hoes                           | Ambo\|Anthos              |
|                                  | GOUD     | Judas                                                 | Astrid Holleeder                   | A.W. Bruna                |
| 2016 KINDERBOEK                  |          |                                                       |                                    |                           |
|                                  | GOUD     | Het leven van een Loser. Geen paniek!                 | Jeff Kinney                        | De Fontein Jeugd          |
|                                  | GOUD     | Weerwolfgeheimen                                      | Paul van Loon                      | Leopold                   |
| 2017 VOLWASSEN BOEK              |          |                                                       |                                    |                           |
|                                  | GOUD     | Het meisje in de trein                                | Paula Hawkins                      | A.W. Bruna                |
| 2017 KINDERBOEK: -               |          |                                                       |                                    |                           |
| 2018 VOLWASSEN- EN KINDERBOEK: - |          |                                                       |                                    |                           |
| 2019 VOLWASSEN BOEK              |          |                                                       |                                    |                           |
|                                  | GOUD     | Huidpijn                                              | Saskia Noort                       | Ambo\|Anthos              |
|                                  | GOUD     | Lieve mama                                            | Esther Verhoef                     | Prometheus                |
|                                  | GOUD     | De zeven zussen                                       | Lucinda Riley                      | Xander Uitgevers          |
| 2019 KINDERBOEK: -               |          |                                                       |                                    |                           |
| 2020 VOLWASSEN BOEK              |          |                                                       |                                    |                           |
|                                  | GOUD     | De zeven zussen: Storm                                | Lucinda Riley                      | Xander Uitgevers          |
|                                  | GOUD     | De zeven zussen: Schaduw                              | Lucinda Riley                      | Xander Uitgevers          |
|                                  | GOUD     | De meeste mensen deugen                               | Rutger Bregman                     | De Correspondent          |
|                                  | GOUD     | Ik kom terug                                          | Adriaan van Dis                    | Atlas Contact             |
|                                  | GOUD     | Wees onzichtbaar                                      | Murat Isik                         | Ambo\|Anthos              |
|                                  | GOUD     | Grand Hotel Europa                                    | Ilja Leonard Pfeijffer             | Singel Uitgeverijen       |
| 2020 KINDERBOEK: -               |          |                                                       |                                    |                           |
| 2021 VOLWASSEN BOEK              |          |                                                       |                                    |                           |
|                                  | GOUD     | Simpel                                                | Yotam Ottolenghi                   | Fontaine Uitgevers        |
|                                  | GOUD     | 't Hooge Nest                                         | Roxane van Iperen                  | Lebowski                  |
|                                  | PLATINUM | De meeste mensen deugen                               | Rutger Bregman                     | De Correspondent          |
|                                  | DIAMANT  | De zeven zussen 1                                     | Lucinda Riley                      | Xander                    |
|                                  | PLATINUM | De jongen, de mol, de vos en het paard                | Charlie Mackesy                    | KokBoekencentrum          |
|                                  | GOUD     | Het pauperparadijs                                    | Suzanna Jansen                     | Balans                    |
|                                  | GOUD     | Jamie's Italië                                        | Jamie Oliver                       | Kosmos                    |
|                                  | GOUD     | Jamie in 30 minuten                                   | Jamie Oliver                       | Kosmos                    |
| 2021 KINDERBOEK                  |          |                                                       |                                    |                           |
|                                  | GOUD     | Dolfje Weerwolfje                                     | Paul van Loon                      | Leopold                   |
|                                  | GOUD     | Superdolfje                                           | Paul van Loon                      | Leopold                   |
|                                  | GOUD     | Alfabet                                               | Charlotte Dematons                 | Hoogland & Van Klaveren   |
|                                  | GOUD     | Weerwolfnachtbaan                                     | Paul van Loon                      | Leopold                   |
| 2022 KINDERBOEK                  |          |                                                       |                                    |                           |
|                                  | GOUD     | Coco kan het!                                         | Loes Riphagen                      | Gottmer                   |
|                                  | GOUD     | De Zoete Zusjes zoeken een schat                      | Hanneke de Zoete                   | Kosmos                    |
| 2023 VOLWASSEN BOEK              |          |                                                       |                                    |                           |
|                                  | GOUD     | Help, ik heb mijn vrouw zwanger gemaakt!              | Kluun                              | Uitgeverij Podium         |
| 2023 KINDERBOEK                  |          |                                                       |                                    |                           |
|                                  | GOUD     | Boy 7                                                 | Mirjam Mous                        |                           |
| 2024 VOLWASSEN BOEK              |          |                                                       |                                    |                           |
|                                  | GOUD     | Wees onzichtbaar                                      | Murat Isik                         | Ambo\|Anthos              |
|                                  | GOUD     | Omringd door idioten                                  | Thomas Erikson                     |                           |
| 2024 KINDERBOEK                  |          |                                                       |                                    |                           |
|                                  | GOUD     | De GVR                                                | Roald Dahl                         |                           |
| 2025 KINDERBOEK                  |          |                                                       |                                    |                           |
|                                  | GOUD     | De Safari                                             | Rutger Vink en Thomas van Grinsven |                           |
|                                  | GOUD     | Het Ministerie van Oplossingen                        | Sanne Rooseboom                    |                           |